# Асоціація американських університетів
Асоціація американських університетів (ААУ) (англ. Association of American Universities, AAU) — організація з провідних науково-дослідних університетів США, що здійснює підтримку національної системи академічних досліджень та освіти. Основне призначення — форум для розробки і здійснення інституційної та національної політики щодо зміцнення програм наукових досліджень і професійної освіти студентів та аспірантів.
У ААУ входять 60 університетів США і два університети Канади.

## Загальна інформація
ААУ була заснована у 1900 році групою з чотирнадцяти докторів філософії 14 університетів, з метою покращити та стандартизувати американські докторські програми. Сьогодні ААУ — форум для розробки і здійснення інституційної та національної політики щодо зміцнення програм наукових досліджень та професійної освіти студентів та аспірантів.Асоціація проводить два щорічних зборів, одне з яких проходить у штаб-квартирі в Вашингтоні.

### Президенти асоціації
| Глава                                      | Термін               |
| ------------------------------------------ | -------------------- |
| Томас А.Бартлет                            | 1977—1982            |
| Роберт М.Розенцвейг (Robert M. Rosenzweig) | 1983—1993            |
| Корнеліус Дж.Пінгс (Cornelius J. Pings)    | 1993—1998            |
| Нільс Гасселмо                             | 1998—2006            |
| Роберт М. Бердл                            | 2006—2011            |
| Гантер Р. Роулінґс III                     | 2011—2016            |
| Мері Сью Коулмен                           | 2016—2020            |
| Барбара Снайдер                            | 2020 — до цього часу |

### Статистика
Станом на 2004 рік, на членів ААУ приходилось 58 % університетських дослідних грантів, 52 % всіх присуджень докторських ступенів у США. З 1999 року — 43 % всіх Нобелівських премій.
- Студентів: 1 044 759 (7 % в національному масштабі).
- Бакалаврів: 235 328 (17 % в національному масштабі).
- Магістрів: 106 971 (19 % в національному масштабі).
- Аспірантів: 418 066 (20 % в національному масштабі).
- Докторів: 22 747 (52 % в національному масштабі).
- Студентів, що навчаються закордоном: 57 205.
- Національних досягнень вчених (2004): 5 434 (63 % в національному масштабі).

## Учасники ААУ

### Прийом до асоціації
Нові члени організації приймаються тільки за запрошеннями, які повинні подати не менше трьох чвертей нинішніх членів. Запрошення розглядаються періодично, оцінюється якість вищої освіти, а також дослідницьких програм.
Засновники виділені жирним шрифтом, рік прийому вказаний в дужках.

### Громадські університети
| - Університет Аризони (1985) - Університет Баффало (1989) - Університет Каліфорнії у Берклі (1900) - Університет Каліфорнії у Девісі (1996) - Університет Каліфорнії в Ірвайні (1996) - Університет Каліфорнії у Лос-Анджелесі (1974) - Університет Каліфорнії у Сан-Дієго (1982) - Університет Каліфорнії у Санта-Барбарі (1995) - Колорадський університет у Боулдері (1966) - Університет Флориди (1985) - Технологічний інститут Джорджії (2010) - Університет Іллінойсу в Урбана-Шампейн (1908) - Індіанський університет в Блумінгтоні (1909) - Університет Айови (1909) - Університет штату Айова (1958) - Університет Канзасу (1909) - Університет Меріленду у Коледж-Парку (1969) | - Університет Мічигану (1900) - Університет штату Мічиган (1964) - Університет Міннесоти (1908) - Університет Міссурі в Коламбії (1908) - Рутгерський університет (1989) - Університет Північної Кароліни в Чапел-Гілл (1922) - Університет штату Огайо (1916) - Університет Орегону (1969) - Пенсільванський університет (1958) - Університет Піттсбурга (1974) - Університет Пердью (1958) - Університет Стоні-Брук (2001) - Техаський університет в Остіні (1929) - Техаський університет A & M (2001) - Університет Вірджинії (1904) - Університет Вашингтону (1950) - Університет Вісконсину у Медісоні (1900) |

### Приватні університети
| - Бостонський університет (2012) - Брандейський університет (1985) - Браунський університет (1933) - Каліфорнійський технологічний інститут (1934) - Університет Карнегі-Меллон (1982) - Західний резервний університет Кейса (1969) - Чиказький університет (1900) - Колумбійський університет (1900) - Університет Корнелла (1900) - Університет Дюка (1938) - Університет Еморі (1995) - Гарвардський університет (1900) - Університет Джонса Хопкінса (1900) | - Массачусетський технологічний інститут (1934) - Нью-Йоркський університет (1950) - Північно-Західний університет (1917) - Пенсільванський університет (1900) - Принстонський університет (1900) - Університет Райса (1985) - Рочестерський університет (1941) - Університет Південної Каліфорнії (1969) - Стенфордський університет (1900) - Університет Тулейн (1958) - Університет Вандербільта (1950) - Вашингтонський університет в Сент-Луїсі (1923) - Єльський університет (1900) |

### Університети Канади
- Університет Макгілла (1926)
- Торонтський університет (1926)

### Колишні члени
- Університет Кларка(інші мови) (1900–1999): Вийшов через невідповідні іншим членам цілі досліджень.
- Католицький університет Америки (1900–2002): Вийшов через розбіжності з іншими членами[8].
- Університет Небраски[en] (1909–2011): Був вилучений зі списку з ряду причин (за відмову в продовженні членства в квітні 2011  проголосували необхідні дві-третини членів асоціації)[9].
- Сиракузький університет (1966–2011): Вийшов з асоціації з причин невідповідних її вимогам критеріїв оцінки, які університет переглядати відмовився[10].